# Szczelina Chochołowska
Szczelina Chochołowska – największa jaskinia w Dolinie Chochołowskiej w Tatrach Zachodnich. Ma trzy otwory wejściowe położone powyżej leśniczówki (dawnego schroniska Blaszyńskich) w Wyżniej Bramie Chochołowskiej na wysokościach 1051, 1072 i 1083 metrów n.p.m. Długość jaskini wynosi 2320 metrów, a deniwelacja około 60 metrów.

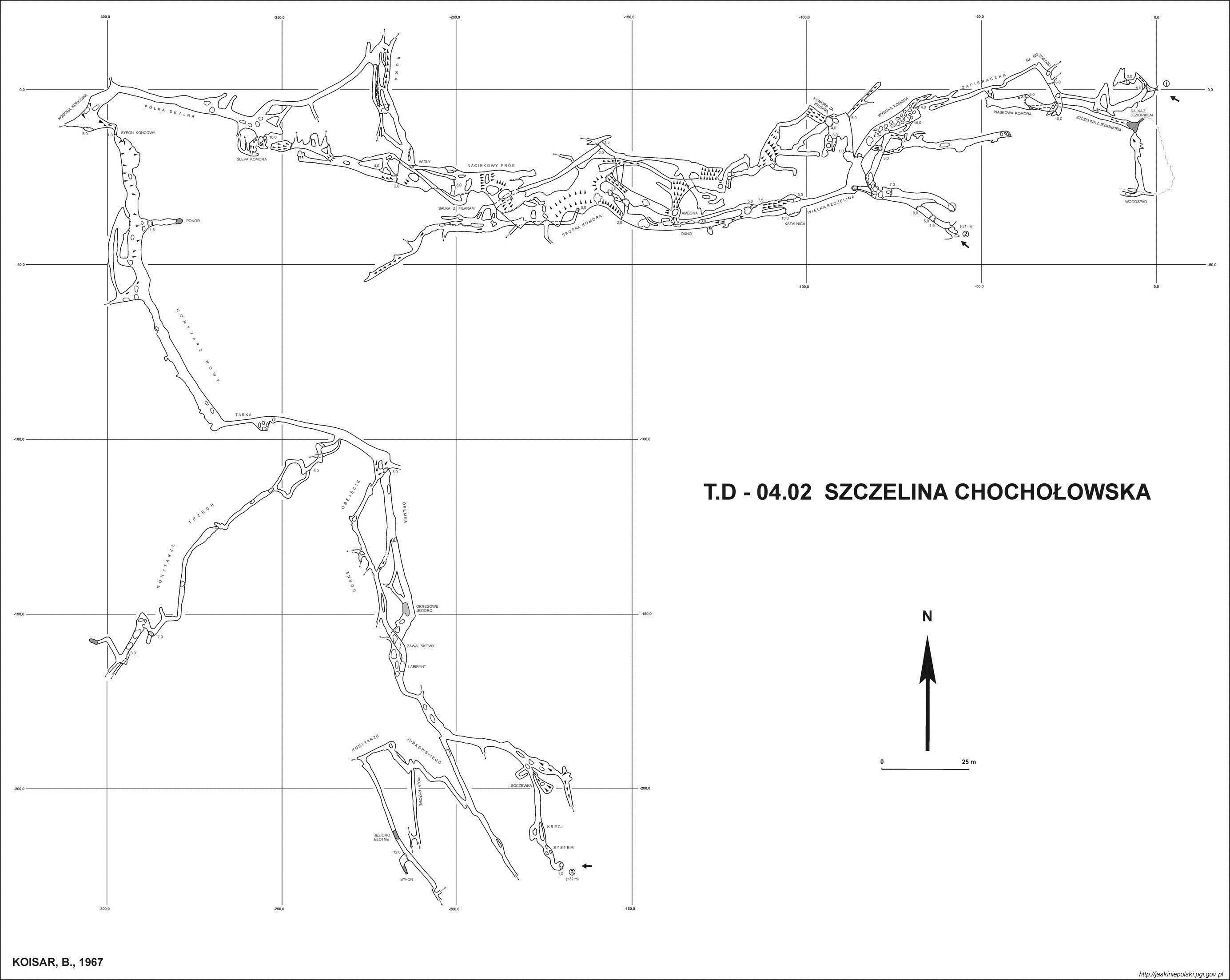
Plan jaskini

## Opis jaskini
Szczelina Chochołowska jest jaskinią o rozwinięciu poziomym, choć występuje w niej również kilka studni. Główny ciąg jaskini prowadzi z otworu głównego (dolnego) do otworu trzeciego (położonego najwyżej).
Z niewielkiego otworu głównego korytarz biegnie do Piaskowej Komórki, skąd w bok odchodzi Szczelina z Jeziorkiem, która doprowadza do Salki z Jeziorkiem i wodospadu. 
Natomiast ciąg główny dochodzi do Komory na Rozdrożu, a dalej do wysokiej na kilkanaście metrów Wielkiej Szczeliny (dociera tu korytarz z otworu drugiego) oraz do Dolnej i Górnej Kazalnicy. Stąd ciąg wiedzie do Skośnej Komory (odchodzi stąd boczny korytarz prowadzący do Wielkiej Szczeliny) i rozgałęzienia nazwanego Widłami. Boczny korytarz dochodzi do wysokiej Ślepej Komory, natomiast ciąg główny prowadzi do Syfonu Końcowego. 
Za przekopanym Syfonem Końcowym zaczyna się Korytarz Nowy (w bok odgałęzia się Korytarz Trzech zakończony szczelinami) doprowadzający do korytarza Ósemki, Okresowego Jeziorka i Zawaliskowego Labiryntu. Stąd poprzez Korytarze Jurkowskiego (w bok odchodzi korytarz do Błotnego Jeziorka) i korytarz Soczewka ciąg główny dochodzi do otworu trzeciego.

## Przyroda
Jaskinia ma bardzo ładną szatę naciekową. Występują w niej ładne formy z mleka wapiennego nazwane „polami ryżowymi” i „łopatami” (nazwy oddają ich wygląd). Można spotkać w niej perły jaskiniowe. Nie brakuje stalaktytów i stalagmitów. Dwa stalagmity o wysokości około 1,5 metra zaliczane są do największych w Polsce.
Jaskinia wykształciła się jako podziemny przepływ Chochołowskiego Potoku, lecz obecnie woda płynąca występuje jedynie na niewielkim jej obszarze w okolicach Szczeliny z Jeziorkiem. Znajdują się w niej nieliczne jeziorka: w Korytarzu za Studnią pod Skośną Komorą, w Korytarzu Trzech, w korytarzyku za Widłami oraz Syfon za Błotnym Jeziorkiem.
W jaskini brak jest roślinności. Zimują w niej licznie nietoperze.

## Historia odkrycia
Otwór jaskini został odkryty przez Stefana Zwolińskiego i Jerzego Zahorskiego w roku 1933, jednak ze względu na niewielkie rozmiary szczeliny prowadzącej w głąb skały wycofali się oni z dalszej eksploracji. W 1938 r. początkowe partie odkryli Gross i Kopkowicz (uczniowie zakopiańskiego gimnazjum). W 1951 roku Kazimierz Kowalski dokonał odkrycia drugiego, górnego otworu, a następnie razem z Władysławem Danowskim i Maciejem Kuczyńskim odkryli dalsze, obszerne partie jaskini, aż do Syfonu Końcowego. Tego samego roku siedmioosobowa grupa grotołazów poznała kilkaset metrów bocznych korytarzy.
W dniach od 1 do 4 lutego 1956 roku jaskinię penetrowała wyłącznie kobieca wyprawa pod kierownictwem Zofii Łukaszczyk, zorganizowana przez członkinie Krakowskiej Sekcji Taternictwa Jaskiniowego. Podczas tej wyprawy zostało odkryte nowe przejście z dolnego piętra jaskini w pobliże otworu wejściowego. Prawdopodobnie była to pierwsza wyłącznie kobieca eksploracyjna wyprawa jaskiniowa w dziejach światowej speleologii.
W 1966 roku warszawscy grotołazi przekopali Syfon Końcowy, eksplorując ponad 800 metrów dalszych partii jaskini i odkrywając jej trzeci otwór.